# Seiko Koasa
Seiko Koasa (jap. 小浅 星子, Koasa Seiko, * 24. Februar 1983) ist eine ehemalige japanische Skispringerin.

## Werdegang
Seiko Koasa gab ihr internationales Debüt am 19. Februar 2003 bei einer FIS-Race in Rastbüchl, bei dem sie mit einem 23. Rang eine sehr gute Platzierung erzielte. In den Jahren 2003 und 2004 nahm sie an weiteren Wettbewerben in dieser Wettkampfklasse teil und erreichte konstant den zweiten Wertungsdurchgang. Bei der Universiade in Seefeld in Tirol konnte sie bei nur sechs Starterinnen Bronze sichern.
Knapp einen Monat später gab Koasa in Schönwald im Schwarzwald ihr Debüt im Continental Cup. Nach dem dort erreichten 18. Rang trat sie vier Tage später noch in Baiersbronn an, wo sie den 13. Platz belegte. Nach einem Jahr abseits der internationalen Veranstaltungen war sie erst in der Saison 2006/07 beim Springen in Ljubno wieder zu sehen. Nach dem Nachtspringen in Ramsau am 19. August 2007 nahm sie ausschließlich bei in Japan stattfindenden Wettbewerben teil. In diesem Zusammenhang gab sie ihr Weltcupdebüt beim Springen in Zaō, bei dem sie den zweiten Durchgang nicht erreichen konnte. Nach zwei Continental-Cup-Veranstaltungen in Lillehammer am 8. und 9. September 2012, sprang sie noch bei den europäischen Weltcup-Veranstaltungen in Schönwald und Hinterzarten. Ihre zweite Saison beendete sie auf dem 47. Platz.

## Erfolge

### Weltcup-Platzierungen
| Saison  | Platz | Punkte |
| ------- | ----- | ------ |
| 2012/13 | 47.   | 12     |
| 2013/14 | 53.   | 13     |

### Grand-Prix-Platzierungen
| Saison | Platz | Punkte |
| ------ | ----- | ------ |
| 2013   | 31.   | 47     |

### Continental-Cup-Platzierungen
| Saison  | Platz | Punkte |
| ------- | ----- | ------ |
| 2004/05 | 33.   | 33     |
| 2006/07 | 36.   | 80     |
| 2007/08 | 52.   | 24     |
| 2008/09 | 39.   | 75     |
| 2009/10 | 47.   | 26     |
| 2010/11 | 64.   | 14     |